# Ново-Білянська волость
Ново-Білянська волость — історична адміністративно-територіальна одиниця Богучарського повіту Воронізької губернії з центром у слободі Нова Біла.
Станом на 1880 рік складалася із 8 поселень, 6 сільських громад. Населення — 10 706 осіб (5363 чоловічої статі та 5343 — жіночої), 1407 дворових господарств.
|                     | Площа, десятин | У тому числі орної, дес. |
| ------------------- | -------------- | ------------------------ |
| Сільських громад    | 28726          | 22789                    |
| Приватної власності | 7568           | 1824                     |
| Іншої власності     | 342            | 161                      |
| Загалом             | 30237          | 24385                    |

Поселення волості на 1880 рік:
- Нова Біла — колишня державна слобода при річці Біла за 98 верст від повітового міста, 5200 осіб, 689 дворів, православна церква, школа, 7 лавок, паровий млин, 64 вітряних млини, 4 ярмарки на рік.
- Волоконська (Андрюшківка) — колишня державна слобода при річці Біла, 1155 осіб, 147 дворів, православна церква, 12 вітряних млинів.
- Кривоносова (Студенка) — колишня державна слобода, 2656 осіб, 348 дворів, 2 православні церкви, школа, лавка, 34 вітряних млини, 4 ярмарки на рік.
- Піддубна (Кочеречкіна) — колишня державна слобода, 1252 особи, 169 дворів, православна церква, школа, 14 вітряних млинів.

За даними 1900 року у волості налічувалось 12 поселень із переважно українським населенням, 6 сільських товариств, 59 будівель й установи, 1715 дворових господарств, населення становило 12 283 особи (6431 чоловічої статі та 58520 — жіночої).
1915 року волосним урядником був Василь Михайлович Тихонов, старшиною — Степан Григорович Неласов, волосним писарем — Федір Федорович Карпенко.